# 1960年のメジャーリーグベースボール
以下は、メジャーリーグベースボール（MLB）における1960年のできごとを記す。
1960年4月12日に開幕し10月13日に全日程を終え、ナショナルリーグはピッツバーグ・パイレーツが33年ぶり7度目のリーグ優勝で、アメリカンリーグはニューヨーク・ヤンキースが2年ぶり25度目のリーグ優勝であった。
ワールドシリーズはピッツバーグ・パイレーツがニューヨーク・ヤンキースを4勝3敗で破り、35年ぶり3度目のシリーズ制覇となった。
この年に前年から動きがあった第三リーグとしてのコンチネンタルリーグが瓦解して、アメリカンリーグとナショナルリーグはその対応策としてリーグ球団数を増やすことを実施する決定を下し、翌1961年にアメリカンリーグが、次の1962年にナショナルリーグがそれまでの8球団制から10球団制に移行することが決まった。両リーグ16球団で1チーム年間154試合行う体制はこの年が最後となった。
1959年のメジャーリーグベースボール - 1960年のメジャーリーグベースボール - 1961年のメジャーリーグベースボール

## できごと
ナショナルリーグのピッツバーグ・パイレーツは、1901年から1909年までの9年間で4度リーグ優勝した後に、1925年と1927年に2度リーグ優勝したが、その後は下位に低迷し、1951年にブランチ・リッキーをGMに招いたが7年連続本塁打王のラルフ・カイナーを放出する荒療治をしても強化につながらずGMを退いた後に、ロベルト・クレメンテやビル・マゼロスキーが入団し、投手陣ではバーノン・ロー、ロイ・フェイス、ハービィ・ハディックス、ボブ・フレンド、打撃陣ではディック・スチュアート一塁手、ビル・マゼロスキー二塁手、ディック・グロート遊撃手とビル・バードン中堅手、ロベルト・クレメンテ右翼手と投打の粒が揃ってきて、この年に33年ぶりのペナント獲得となった。ディック・グロート(打率.325)が首位打者とリーグMVP、ロベルト・クレメンテが打率.314・本塁打16本・打点94と成長し、投手はバーノン・ロー(20勝)がサイ・ヤング賞、ボブ・フレンド(18勝)、ロイ・フェイスが24セーブであった。ブレーブスのウォーレン・スパーン(21勝)が4年連続最多勝で、ドジャースのドン・ドライスデール(奪三振246)が最多奪三振、ジャイアンツのマイク・マコーミック(防御率2.70)が最優秀防御率であった。ウイリー・メイズが盗塁王を逃したが最多安打190本を打ち、その盗塁王にはドジャースのモーリー・ウイルス(盗塁50)が初めて獲得して、以降1965年までウイルスは6年連続盗塁王となるが、特に1962年にはタイ・カッブの記録を破る104盗塁を記録した。
アメリカンリーグはニューヨーク・ヤンキースに、アスレチックスからロジャー・マリスが移り、本塁打39本・打点112で打点王とリーグMVP、ミッキー・マントルが本塁打40本・打点94で本塁打王を獲得して後にMM砲と呼ばれた大砲コンビが誕生した。他にビル・スコウロン(本塁打26本)、エースのホワイティ・フォード(12勝)、ボブ・ターリー(15勝)で、総じて投手陣は不振で、打高投低のチームで投手陣に不安があったが打線が強力になったことでペナントレースを制した。首位打者はレッドソックスのピート・ラネルズ(打率320)、盗塁王は5年連続でホワイトソックスのルイス・アパリシオ (盗塁51)、タイガースのジム・バニング (奪三振201)が2年連続最多奪三振であった。
しかしワールドシリーズでは3勝3敗での第7戦、ヤンキースが8回表までで3点リードしながら逆転され同点にしたが、9回裏にパイレーツのビル・マゼロスキーにサヨナラホームランを打たれて、ヤンキースは敗退した。シリーズ全体の得点は7試合合計で55-27で、ヤンキースが2倍の得点をしており、マリスもマントルも自分たちのチームの方が良かったのにと悔しがった。シリーズMVPも敗れたヤンキースのボビー・リチャードソンが選ばれている。そしてこのシリーズ第1戦でステンゲル監督がエースのホワイティ・フォードを使わなかったことが批判されて、ヤンキース監督を辞任した。

### テッド・ウイリアムズの引退
ボストン・レッドソックスのテッド・ウィリアムズが42歳になったこの年限りで引退した。デビュー以来第二次大戦でも朝鮮戦争でも兵役に就いて戻ってきた時に復帰してシーズン打率三割を割ったことが無かった。しかし前年ついに三割を初めて割り、それでもこの年は113試合・打数310・安打98本で打率.316、本塁打29本、打点72の成績であった。
通算打率.344・通算本塁打521本・通算打点1839・通算安打2654本、首位打者6回・打点王4回・本塁打王4回、三冠王2回、4割打者1回、他に4打席連続本塁打、16打席連続出塁。第二次大戦と朝鮮戦争で前後5年間の兵役での空白期間が無ければもっと記録が伸びたと言われている。最後の本塁打521本目はこの年の本拠地最終戦でウイリアムズにとっても現役最後の試合で打ったものだった。1941年の打率.406は近代野球最後の4割達成としてその後は誰も4割を打っていない。(1966年殿堂入り）

### キーフォーバー法案
前年に上院の反トラスト委員会を舞台に公聴会を開き、独占禁止法に触れるかどうかで議論しながら十分な審理がなされず廃案となったが、この年3月にキーフォーバー委員長はほぼ同じ内容の法案を提出した。しかも今度の法案では野球以外の全てのプロスポーツを反トラスト法の枠外に置くとして、野球だけは最高裁判断が出ている保留条項などを除いて、他は全面的に反トラスト法の適用範囲の中に入れるとする厳しいものであった。フォード・フリックコミッショナーは当然この法案を激しく批判した。一番問題となったのは前年も揉めたところの一球団が保有する選手の数で、法案では100名としてその内60名はこの法案が成立してから2年後に無制限の選抜対象となるという一項目だった。委員会は大リーグの富裕な球団は450名もの保有選手抱えていて、少なくとも新法案が制定されれば球団の貧富の差は見られなくなり、新興のフェデラルリーグにとっても最低限200名の確保が必要で直面している問題のいくつかは解決できる、としている。フリックは野球に関して「最も危険なものである」と非難した。5月19日と20日の二日間開催された委員会公聴会でコンチネンタルリーグのリッキーもシェイも法案を支持した。しかしこの法案は結局73対12の大差で否決されて野球機構は安堵したが、この結果はコンチネンタルリーグにとって決定的な打撃を意味していた。

## 第三リーグ構想の瓦解と球団拡張へ

### コンチネンタルリーグの消滅
5月17日に、両リーグのオーナーはシカゴに集まって、先に示した10項目の実行と損害賠償に関する交渉を遅くとも12月までに具体化しない限り、独自にリーグ拡大路線を選択することを決めた。これに対してコンチネンタルリーグは当初公式戦を1961年開幕を目指していたが、それを1962年に延長する旨を発表した。それに対して7月10～11日、アメリカンリーグはカンザスシティとニューヨークで開かれたオーナーの会合でそれまでの8球団制から10球団に増やすリーグの拡張（エキスパンション）を極秘に内定した。そしてナショナルリーグも1週間後の7月18日に、コンチネンタルリーグの野球機構への加入、フランチャイズ権(本拠地権)を侵害されるマイナーリーグへの補償が早急に実現されない場合は、両リーグはコンチネンタルリーグに加盟した都市に新しい本拠地権を認め、ナショナルリーグは10球団に拡張するとの通告を行った。この10球団制への拡張は両リーグとも将来的に12球団制への移行も含んでのものであった。
7月20～21日に、ニューヨークでアメリカンリーグ、ナショナルリーグ、コンチネンタルリーグの3つのリーグの代表者が集合して合同会議が開かれ、その席上でコンチネンタルリーグは野球機構への加入を承諾し、マイナーリーグ(アメリカン・アソシェーション、インターナショナル・リーグ、サザン・アソシェーション)への補償は、子どもを除く有料入場者の総入場料の40％を考慮する旨を明らかにして、前年5月21日コロンバスで両リーグが決めた10項目の確認項目の実行を約束することがこの会議で改めて確認された。しかしコンチネンタルリーグが出した金額はマイナーリーグには不満で、アメリカン・アソシェーションは5つの都市が侵害されることで500万ドルを要求したと言われる。
8月2日、シカゴのヒルトンホテルで3つのリーグの合同会議が開かれ、この席で最終的に第三リーグ構想は瓦解し、コンチネンタルリーグは実現を見ないまま消えた。この間にもアメリカンリーグとナショナルリーグは加盟の申請を受け付け始めた。アメリカンリーグには、ダラス＝フォートワース、トロント、一方ナショナルリーグにはニューヨーク、ヒューストンが請願していた。ところが、当初はコンチネンタルリーグに加盟した都市から4球団を両リーグに加入させる案が、ここにきて頓挫した。フォード・フリックコミッショナーが、ニューヨークにナショナルリーグのフランチャイズ権を認める発言をすると、アメリカンリーグのヤンキースのオーナーであるトッピングがロサンゼルスにもアメリカンリーグのフランチャイズ権を認めるべきだと声明を発表して、アメリカンリーグの全オーナーがそれを支持したため、ドジャースのオマリーは強く反発した。
この1960年8月からメジャーリーグは未曾有の転換期を迎える状況に直面したのである。

### 10球団への拡張（第1次エクスパンション）
ワールドシリーズが終わって4日後の10月17日、ナショナルリーグのオーナー会議がシカゴで開かれた。この席で1962年のシーズンから10球団制を採用することを全員一致で決議し、リーグ会長ウォーレン・ジャイルズは4年以内に更なる拡張(12球団制)もあり得ることも仄めかしていた。新しい加盟球団はヒューストンとニューヨークとし、それぞれにフランチャイズ権が与えられた。
一方アメリカンリーグは、9日後の10月26日、ニューヨークでオーナー会議を開き、翌年の1961年のシーズンから10球団の構成として早ければ次の1962年から12球団制にすることも合せて確認した。また新規球団の加盟のみでなく、1901年のリーグ創設から加盟していたワシントン・セネタースのミネアポリス＝セントポールへの移転を認め、その後の空席となったワシントンに改めて球団を置き、もう一つは論議を呼んでいたロサンゼルスに新しいフランチャイズ権を設定することに決めた。このロサンゼルスにフランチャイズを置くことは最初から難航した。ドジャースのウォルター・オマリーは「3年前の本拠地移転でパシフィックコーストリーグに45万ドルの損害補償を、弁護士ほかに30万ドルを、仮本拠地のコロシアムの改築費15万ドルを、そして新球場ドジャースタジアムの建設にも相当額を支出した。少なくともドジャースタジアムが完成しドジャースが2年間使用した後でなければアメリカンリーグの球団を迎えるわけにはいかせない。」と述べた。「大リーグ規則」には「一方のリーグの球団が、他方のリーグの球団が既に本拠地としている都市にフランチャイズを敷設するためには両リーグの全球団の承諾が必要である」という規定があり、事態を憂慮したアメリカンリーグの当事者からはロサンゼルスを断念して、しばらくの期間は両リーグを9球団制にしてシーズン中に両リーグをまたぐ対戦カード(インターリーグ)を組む提案を出したが、ナショナルリーグ側が拒否して暗礁に乗り上げた。
12月5日から3日間、セントルイスで開かれた両リーグ合同会議でも一時険悪な雲行きに覆われたが、コミッショナーの仲介でナショナルリーグのニューヨーク加盟とアメリカンリーグのロサンゼルス加盟を引き換え条件で認め合うことで決着した。また新しい「大リーグ規則」を作って「フランチャイズ権の侵害について一律に10万ドルの損害賠償金と以前にマイナーリーグに支払った損害賠償の半額を新規球団に要求できる」と規定し、「人口240万人以上の都市では所属の異なる2つ目の球団が置かれる場合は他方のリーグの承認を必要としないが、それ以外の条件の場合は他方のリーグの4分の3以上の球団の承認を必要とする」「双方の本拠地球場は5マイル以上離れていること」「如何なる都市も3つ以上の球団は持てない」などの規則も追加された。

### アメリカンリーグのエクスパンション・ドラフト
12月14日、あわただしく新しく加盟したエンゼルスと新セネタース(旧セネタースはツインズ）のためのエクスパンション・ドラフトがボストンで開かれた。これは新規に加盟したチームの戦力が著しく弱いものでなく戦力を確保するために既存のチームから分配を受ける制度で、通常のドラフト会議（新人選択会議）とは違う。この会議の前にアメリカンリーグから既存の8球団に対して、40名の支配下選手から15名（このうち少なくとも7名はシーズン中に25名の現役登録をした選手を条件とした）の名簿の提出を命じられた。そして新規加盟のエンゼルスと新セネタースには、この8チーム総計120名の中から1チーム3～4名を指名すること（この場合一人当たり7万5,000ドルで買い取る）、ポジション別に投手10名、捕手2名、内野手6名、外野手4、その他（任意でポジションの拘束はない）6名の計28名を指名する。その後に8球団の支配下にあるマイナー球団から全体でそれぞれ2名の選抜をすること（この場合一人当たり2万5,000ドルで買い取る）、この選抜には先に11月28日に行われたマイナーリーグのドラフト会議で選抜の対象となった選手に限るとしたうえで、この11月28日時点で既に加盟を認められていた新セネタースだけこのドラフト会議終了後にすぐにマイナー選手の選抜が許されて1名を指名している。
この12月14日にエンゼルスはメジャー球団から28名、マイナー球団から2名、合わせて215万ドルの買い上げ、新セネタースはメジャー球団から28名、マイナー球団から3名、合わせて217万5,000ドルの買い上げを行い、この日だけで動いたトレードマネーは総計432万5,000ドル（当時の為替レートで15億5,700万円）であった。（参考：1960年のMLBエクスパンションドラフト）

### 新規加盟球団

#### ロサンゼルス・エンゼルス（アメリカンリーグ・1961年から）
ロサンゼルスには、もともとエンゼルスというマイナーリーグ球団があり、1932年から1956年まではシカゴ・カブスの傘下にあり、本拠地もリグレー・フィールドという名称でシカゴ・カブスの本拠地球場と同じであった。そこへドジャースが移転してきた際にいったんは消滅したが、メジャーリーグ球団の誕生で蘇った。当初ロサンゼルス球団のオーナーとしてビル・ベック、ハンク・グリーンバーグ、ラルフ・カイナーなどが共同出資したグループが名乗りを上げたがベックに反感を持つドジャースのオマリーがフランチャイズ権として45万ドルを要求したため頓挫し、地元で複数のテレビ・ラジオ局を所有する人気歌手のジーン・オートリーが、たまたま地元局がドジャースから放送契約の打ち切りを言い渡されて、新設のエンゼルスとの放送契約を結ぼうと動いていた時にリーグ会長のジョー・クローニンからオーナーの打診を受けて、球団そのものを所有することになった。GMには元ブレーブス監督だったフレッド・ヘイニー、監督はヤンキースのケーシー・ステンゲルに断られて、元ジャイアンツのビル・リグニーを招いた。

#### ワシントン・セネタース（アメリカンリーグ・1961年から）
ミネソタ・ツインズに変わった旧セネタースの後釜として、同じワシントンを本拠地に新しく結成されたチーム。新セネタースの初代オーナーは連邦航空局の初代局長を務めたエルウッド・ケサダに決まった。監督には旧セネタースのスター選手だったミッキー・バーノン、選手ではヤンキースのボビー・シャンツやジーン・ウッドリングらを指名したが、球団としては低迷が続き、1972年にテキサス州アーリントンへの移転を決め、この球団もワシントンを離れてテキサス・レンジャーズとなった。

#### ニューヨーク・メッツ（ナショナルリーグ・1962年から）
1958年にジャイアンツとドジャースがニューヨークを去ってからナショナルリーグのチームが無く、その年の秋にワグナー市長が発起人となって組織委員会が立ち上がり、ナショナルリーグのチームを招致することを目指したが芳しいものではなかった。その組織委員会の委員長がウイリアム・シェイであった。やがてシェイはブランチ・リッキーを取り込み第三リーグの創設に走った。ただニューヨークにもう一つの球団を作るための行動は結果としては実を結んだ。新球団のオーナーは女性資産家のジョーン・ベイソンでチーム名はファン投票で19世紀に存在したニューヨーク・メトロポリタンズから縮めてメッツと命名した。GMには元ヤンキースのジョージ・ワイス、監督もこの年にヤンキースから解任されたケーシー・ステンゲルに決まった。

#### ヒューストン・コルト45`s（ナショナルリーグ・1962年から）
アメリカ南部に初めて生まれたメジャーリーグ球団がコルト・フォーティーファイブスで、公募によって決まった球団名は西部開拓時代にガンマンが腰に下げる拳銃で、最も有名であったのがコルト社が製造した「コルト45」であり、映画やテレビでも「コルト45」という題名の映画が製作されるほどであったことから、野球チームの名前にも使われた。しかし不評でやがてコルツに縮め1965年にアストロドームの完成からアストロノウツ(アストロズ)に変わった。1950年代から地元の有力者がメジャーリーグ球団の誘致運動を行い、誕生が決まって、テキサスでも有数の富豪R・E・スミスと元市長のロイ・ホフハインツがオーナーとなった。GMには元レッズのゲイブ・ボール、監督はハリー・クラフト。ゲイブ・ボールは就任早々ホフハインツと衝突して辞任し、元オリオールズ監督のポール・リチャーズが後任に就いた。

### セネタースからツインズへ
新規加盟球団にワシントン・セネタースがあるがこれはそれまでのセネタースとは全く違う新興球団で、1960年にまで存在したワシントン・セネタースはこの年10月26日のオーナー会議でミネアポリス＝セントポールに本拠地移転することが正式に決まり、ミネソタ・ツインズとなった。もともとミネソタ州は野球が盛んで1900年アメリカンリーグに改名しメジャーリーグになる前のウエスタンリーグ時代にはミネアポリス・ミラーズとセントポール・セインツが加盟していた。1901年にアメリカンリーグの改組でセントポール・セインツはシカゴに移ってホワイトソックスとなり、ミラーズは消滅して、2年後の1902年にアメリカンアソシェーションに両都市とも加入して長い間ライバル球団の関係であった。後にミラーズはジャイアンツの傘下に、セインツはドジャースの傘下に入った。
やがて両都市は協力してメジャーリーグの誘致活動に本腰を入れ、セントルイス・ブラウンズとニューヨーク・ジャイアンツの誘致を積極的に行ったが、ボルチモアとサンフランシスコに破れた。そしてコンチネンタルリーグの第三リーグ構想に参加した後に、ワシントン・セネタースに的を絞って熱心な活動を行い、ようやく実現を見た。本拠地はミネアポリスとセントポールの中間にあるブルーミントンに建てられたメトロポリタンシタジアムで収容は3万人(後に4万人)で、ミシシッピ川を挟んで隣り合う都市なので、双子都市(ツイン・シティ)とも呼ばれ、球団名は都市名ではなく州名にしてミネソタ・ツインズと命名された。
移転直前のこの頃はハーモン・キルブルーがいて、やがてトニー・オリバ、ソイロ・ベルサイエスが加わり、5年後の1965年にリーグ優勝した。

## 最終成績

### レギュラーシーズン
| 順 | チーム                         | 勝利 | 敗戦 | 勝率 | G差  |
| -- | ------------------------------ | ---- | ---- | ---- | ---- |
| 1  | ニューヨーク・ヤンキース       | 97   | 57   | .630 | --   |
| 2  | ボルチモア・オリオールズ       | 89   | 65   | .578 | 8.0  |
| 3  | シカゴ・ホワイトソックス       | 87   | 67   | .565 | 10.0 |
| 4  | クリーブランド・インディアンス | 76   | 78   | .494 | 21.0 |
| 5  | ワシントン・セネタース         | 73   | 81   | .474 | 24.0 |
| 6  | デトロイト・タイガース         | 71   | 83   | .461 | 26.0 |
| 7  | ボストン・レッドソックス       | 65   | 89   | .422 | 32.0 |
| 8  | カンザスシティ・アスレチックス | 58   | 96   | .377 | 39.0 |

| 順 | チーム                         | 勝利 | 敗戦 | 勝率 | G差  |
| -- | ------------------------------ | ---- | ---- | ---- | ---- |
| 1  | ピッツバーグ・パイレーツ       | 95   | 59   | .617 | --   |
| 2  | ミルウォーキー・ブレーブス     | 88   | 66   | .571 | 7.0  |
| 3  | セントルイス・カージナルス     | 86   | 68   | .558 | 9.0  |
| 4  | ロサンゼルス・ドジャース       | 82   | 72   | .532 | 13.0 |
| 5  | サンフランシスコ・ジャイアンツ | 79   | 75   | .513 | 16.0 |
| 6  | シンシナティ・レッズ           | 67   | 87   | .435 | 28.0 |
| 7  | シカゴ・カブス                 | 60   | 94   | .390 | 35.0 |
| 8  | フィラデルフィア・フィリーズ   | 59   | 95   | .383 | 36.0 |

### オールスターゲーム
- 第1試合 – ナショナルリーグ 5 - 3 アメリカンリーグ
- 第2試合 – ナショナルリーグ 6 - 0 アメリカンリーグ

### ワールドシリーズ
- パイレーツ 4 - 3 ヤンキース

| 10/5 –  | ヤンキース | 4  | - | 6  |  | パイレーツ |
| 10/6 –  | ヤンキース | 16 | - | 3  |  | パイレーツ |
| 10/8 –  | パイレーツ | 0  | - | 10 |  | ヤンキース |
| 10/9 –  | パイレーツ | 3  | - | 2  |  | ヤンキース |
| 10/10 – | パイレーツ | 5  | - | 2  |  | ヤンキース |
| 10/12 – | ヤンキース | 12 | - | 0  |  | パイレーツ |
| 10/13 – | ヤンキース | 9  | - | 10 |  | パイレーツ |

MVP：ボビー・リチャードソン (NYY)

## 個人タイトル

### アメリカンリーグ
| 項目   | 選手                     | 記録 |
| ------ | ------------------------ | ---- |
| 打率   | ピート・ラネルズ (BOS)   | .320 |
| 本塁打 | ミッキー・マントル (NYY) | 40   |
| 打点   | ロジャー・マリス (NYY)   | 112  |
| 得点   | ミッキー・マントル (NYY) | 119  |
| 安打   | ミニー・ミノーソ (CWS)   | 184  |
| 盗塁   | ルイス・アパリシオ (CWS) | 51   |

| 項目   | 選手                             | 記録 |
| ------ | -------------------------------- | ---- |
| 勝利   | チャック・エストラーダ (BAL)     | 18   |
| 勝利   | ジム・ペリー (CLE)               | 18   |
| 敗戦   | ペドロ・ラモス (WS1)             | 18   |
| 防御率 | フランク・バウマン (CWS)         | 2.67 |
| 奪三振 | ジム・バニング (DET)             | 201  |
| 投球回 | フランク・ラリー (DET)           | 274⅓ |
| セーブ | マイク・フォーニルス (BOS)       | 14   |
| セーブ | ジョニー・クリップステイン (CLE) | 14   |

### ナショナルリーグ
| 項目   | 選手                     | 記録 |
| ------ | ------------------------ | ---- |
| 打率   | ディック・グロート (PIT) | .325 |
| 本塁打 | アーニー・バンクス (CHC) | 41   |
| 打点   | ハンク・アーロン (ML1)   | 126  |
| 得点   | ビル・ブルトン (ML1)     | 112  |
| 安打   | ウィリー・メイズ (SF)    | 190  |
| 盗塁   | モーリー・ウィルス (LAD) | 50   |

| 項目   | 選手                         | 記録 |
| ------ | ---------------------------- | ---- |
| 勝利   | アーニー・ブログリオ (STL)   | 21   |
| 勝利   | ウォーレン・スパーン (ML1)   | 21   |
| 敗戦   | グレン・ホビー (CHC)         | 20   |
| 防御率 | マイク・マコーミック (SF)    | 2.70 |
| 奪三振 | ドン・ドライスデール (LAD)   | 246  |
| 投球回 | ラリー・ジャクソン (STL)     | 282  |
| セーブ | リンディ・マクダニエル (STL) | 26   |

## 表彰

### 全米野球記者協会（BBWAA）表彰
| 表彰         | アメリカンリーグ       | ナショナルリーグ         |
| ------------ | ---------------------- | ------------------------ |
| MVP          | ロジャー・マリス (NYY) | ディック・グロート (PIT) |
| サイヤング賞 | --                     | バーノン・ロー (PIT)     |
| 最優秀新人賞 | ロン・ハンセン (BAL)   | フランク・ハワード (LAD) |

### ゴールドグラブ賞
| 守備位置 | 守備位置 | アメリカンリーグ             | ナショナルリーグ             |
| -------- | -------- | ---------------------------- | ---------------------------- |
| 投手     | 投手     | ボビー・シャンツ (NYY)       | ハービー・ハディックス (PIT) |
| 捕手     | 捕手     | アール・バッティ (WS1)       | デル・クランドール (ML1)     |
| 一塁手   | 一塁手   | ビック・パワー (WS1)         | ビル・ホワイト (STL)         |
| 二塁手   | 二塁手   | ネリー・フォックス (CWS)     | ビル・マゼロスキー (PIT)     |
| 三塁手   | 三塁手   | ブルックス・ロビンソン (BAL) | ケン・ボイヤー (STL)         |
| 遊撃手   | 遊撃手   | ルイス・アパリシオ (CWS)     | アーニー・バンクス (CHC)     |
| 外 野 手 | 左翼手   | ミニー・ミノーソ (CWS)       | ウォーリー・ムーン (LAD)     |
| 外 野 手 | 中堅手   | ジム・ランディス (CWS)       | ウィリー・メイズ (SF)        |
| 外 野 手 | 右翼手   | ロジャー・マリス (NYY)       | ハンク・アーロン (ML1)       |

### その他表彰
| 表彰               | アメリカンリーグ           | ナショナルリーグ             |
| ------------------ | -------------------------- | ---------------------------- |
| 最優秀救援投手賞   | マイク・フォーニレス (BOS) | リンディ・マクダニエル (STL) |
| ルー・ゲーリッグ賞 | -                          | ディック・グロート (PIT)     |
| ベーブ・ルース賞   | -                          | ビル・マゼロスキー (PIT)     |